# The Wicker Tree
Pour plus de détails, voir Fiche technique et Distribution.
The Wicker Tree est un thriller d'horreur britannique écrit et réalisé par Robin Hardy et qui est sorti en 2012. Il s'agit d'une relecture de The Wicker Man, du même réalisateur.

## Synopsis
Beth (Nicol) et Steve (Garrett), deux missionnaires chrétiens évangéliques texans se retrouvent en Écosse prêcher la chasteté à une communauté polythéiste et  infertile dirigée par Sir Lachlan Morrison (McTavish)...

## Fiche technique
- Titre original : The Wicker Tree
- Titre français :
- Titre québécois :
- Réalisation : Robin Hardy
- Scénario : Robin Hardy d'après son roman, Cowboys for Christ
- Direction artistique : Laurel Wear
- Décors : Natalie Astridge
- Costumes : David Blight
- Photographie : Jan Pester
- Son :
- Montage : Sean Barton et Ray Lau
- Musique : John Scott
- Production : Peter Snell et Peter Watson-Wood
- Société(s) de production : British Lion Film Corporation et Tressock Films
- Société(s) de distribution :  : Anchor Bay
- Budget : 7 750 000 $
- Pays d’origine :  Royaume-Uni
- Langue : Anglais
- Format : Couleur -
- Genre : Thriller d'horreur
- Durée :
- Dates de sortie :
  -  Canada : 19 juillet 2011 (FanTasia)
  -  États-Unis : 27 janvier 2012

## Distribution
- Christopher Lee : le vieil homme
- Graham McTavish : Sir Lachlan Morrison
- Honeysuckle Weeks : Lolly
- Clive Russell : Beame
- Prue Clarke : Mary
- Ailidh Mackay : Anthea
- Keith Warwick : Donald Dee
- Henry Garrett : Steve
- Keira McMillan : Morag

## Autour du film
La nouvelle de David Pinner a déjà été adaptée par Robin Hardy pour Le Dieu d'osier, lequel a servi de base au remake de Neil LaBute, The Wicker Man. The Wicker Tree est une nouvelle revisitation du thème. D'ailleurs Robin Hardy recrute pour ce nouveau film un des acteurs fétiches présents dans Le Dieu d'osier, Christopher Lee. 